# Solak
Solak är en ort i Armenien.   Den ligger i provinsen Kotajk, i den centrala delen av landet, 40 kilometer nordost om huvudstaden Jerevan. Solak ligger 1 655 meter över havet och antalet invånare är 2 295.
Terrängen runt Solak är huvudsakligen kuperad. Solak ligger nere i en dal som går i sydostlig-nordvästlig riktning. Närmaste större samhälle är Hrazdan, 6,1 kilometer nordost om Solak. 
Trakten runt Solak består i huvudsak av gräsmarker. Runt Solak är det ganska tätbefolkat, med 149 invånare per kvadratkilometer.